# Amphinecta mula
Amphinecta mula là một loài nhện trong họ Amphinectidae. Loài này phân bố ở New Zealand.